# Happyland
Happyland é uma série americana, criada por Ben Epstein, pelo canal americano MTV. A série estreou em 30 de setembro de 2014 no horário de 11 pm. 8 episódios foram confirmados para a primeira temporada da série. A série foi cancelada em sua primeira temporada.

## Sinopse
A história gira em torno das pessoas que trabalham e frequentam um parque temático. Entre elas, Lucy (Bianca Santos, vista em The Fosters), uma adolescente cínica que trabalha como recepcionista no parque, ao lado de sua mãe Elena (Camille Guaty). Mãe solteira, Elena interpreta há quinze anos a princesa dos contos de fadas que entretém as crianças.
Sonhando em ter sua própria vida e abandonar o parque, Lucy muda de ideia quando conhece Ian (Shane Harper, de Boa Sorte, Charlie!), o filho do novo proprietário que logo se apaixona por ela, mas desperta o interesse de Harper (Katherine McNamara). Decidida a conquistá-lo, Harper ignora seu namorado Will (Cameron Moulene, de Raising Hope), um dos funcionários.

## Elenco
- Bianca Santos como Lucy Velez[1]
- Shane Harper como Ian Chandler[2]
- Camille Guaty como Elena Velez[3]
- Katherine McNamara como Harper Munroe[4]
- Cameron Moulène como Will Armstrong[5]
- Ryan Rottman como Theodore Chandler[6]

## Desenvolvimento
O canal americano MTV ordenou, em 26 de julho de 2014, os roteiros para dois pilotos de comédia após a chegada de Susanne Daniels como presidente da programação do canal: "Faking It" e "Happyland". A aprovação veio alguns meses depois, junto com a sinopse, elenco e produtores executivos.
No início do segundo semestre de 2014, a MTV lançou um trailer da comédia e anunciou sua data de estreia.

## Episódios
Foram encomendados 8 episódios para a primeira temporada da série, com o primeiro episódio "Pilot" tendo sua estreia dia 30 de setembro de 2014.
| N. | # | Título                  | Diretor(es)        | Escritor(es)                  | Exibição Original      | Audiência (em milhões) |
| --- | - | ----------------------- | ------------------ | ----------------------------- | ---------------------- | ---------------------- |
| 1 | 1 | "Pilot"                 | Lee Toland Krieger | Ben Epstein                   | 30 de setembro de 2014 | 0.42                   |
| James Chandler, presidente da Happyland, volta para o parque temático com a família. Lucy está em uma missão para fugir da felicidade fabricada do parque e ser parte de algo real. Elena revela um segredo para Lucy. |   |                         |                    |                               |                        |                        |
| 2 | 2 | "Price of Admission"    | Ryan Shiraki       | Ben Epstein & Jill Cargerman  | 7 de outubro de 2014   | 0.43                   |
| A festa em casa dentro Dazzle (a cidade possuía Happyland) traz um novo flerte na forma de um estagiário da faculdade e uma briga com Harper, que deixa Lucy cambaleando |   |                         |                    |                               |                        |                        |
| 3 | 3 | "Never Break Character" | Peter Lauer        | Ben Epstein                   | 14 de outubro de 2014  | 0.35                   |
| Lucy e Ian devem passar por treinamento de Personagem juntos para continuar sendo pago, e com um despejo iminente Lucy está muito motivado. Ian porém não é. E Will fica em uma briga defender a honra de Lucy, deixando Harper abandonada. |   |                         |                    |                               |                        |                        |
| 4 | 4 | "Park Maintenance"      | Peter Lauer        | Ben Epstein & Joanna Calo     | 21 de outubro de 2014  | 0.27                   |
| Em um empregado só noite em Happyland, Lucy está em uma montanha-russa emocional depois de pegar Harper com Ian. Apesar de suas tentativas de reparar a sua "família" Happyland falhar, uma nova paixão em Noah pode tirar a dor. |   |                         |                    |                               |                        |                        |
| 5 | 5 | "Repeated Infractions"  | Rebecca Asher      | Ben Epstein & Peter Warren    | 28 de outubro de 2014  | 0.40                   |
| A primeira noite de Lucy e Noah se torna um indesejado encontro duplo com Harper e Ian.Quando Lucy sai para ajudar Harper, ela fica presa. Enquanto isso, Will ajuda a Theodore com um pedido ultrajante. |   |                         |                    |                               |                        |                        |
| 6 | 6 | "Disorderly Conduct"    | Rebecca Asher      | Ben Epstein & Desiree Proctor | 4 de novembro de 2014  | 0.37                   |
| Depois de saber que Ian tem Will seu novo trabalho no parque, Will e Ian imediatamente vínculo. Enquanto isso, Lucy planeja ir em uma viagem com Noah para visitar a sua faculdade. No entanto depois de Will e Ian descobrir que tipo de cara Noah é, convencer Lucy que ela não precisa ir embora com ele.                                                                                                 |   |                         |                    |                               |                        |                        |
| 7 | 7 | "Leave of Absence"      | David Katzenberg   | Ben Epstein & Jill Cargerman  | 11 de novembro de 2014 | 0.35                   |
| Elena e James começou a se tornar romântico, mais uma vez, mas quando um convidado inesperado em um casamento que acontece de vir a ser a esposa de James. Will e Lucy começou a namorar até que Theodore descobre o segredo de Lucy e tenta livrar Lucy e Elena de seu pai. |   |                         |                    |                               |                        |                        |
| 8 | 8 | "Your Happyland Family" | David Katzenberg   | Ben Epstein                   | 18 de novembro de 2014 | 0.40                   |
| Lucy descobre que Ian não pode realmente ser seu irmão e não sei se ela deveria compartilhar a notícia. Quando James mostra-se a de Elena e Lucy lugar uma noite, ele descobre a verdade sobre Lucy. Mais tarde, é revelado que Theodore sempre soube que Ian não era uma verdadeira Chandler e Ian está furioso. Lucy e sentimentos de Ian ressurgir e Will e Harper caminhar sobre eles fazendo para fora. |   |                         |                    |                               |                        |                        |

## Recepção da crítica
Em sua primeira temporada, Happyland teve recepção mista por parte da crítica especializada. Com base de 7 avaliações profissionais, alcançou uma pontuação de 56% no Metacritic.